# 367.ª Divisão de Infantaria (Alemanha)
A 367ª Divisão de Infantaria (em alemão:367. Infanterie-Division) foi uma unidade militar que serviu no Exército alemão durante a Segunda Guerra Mundial.

## Comandantes
| Comandante                     | Data                                        |
| ------------------------------ | ------------------------------------------- |
| Generalmajor Georg Zwade       | 15 de novembro de 1943 - 10 de maio de 1944 |
| Generalmajor Adolf Fischer     | 10 de maio de 1944 - 1 de agosto de 1944    |
| Generalleutnant Hermann Hähnle | 1 de agosto de 1944 - ? de março de 1945    |

## Área de operações
| Croácia                    | novembro de 1943 - fevereiro de 1944 |
| Frente Oriental, setor sul | fevereiro de 1944 - janeiro de 1945  |
| Polônia & Prússia Oriental | janeiro de 1945 - março de 1945      |